# Chiesa della Purificazione della Beata Vergine Maria (Tarzo)
La chiesa arcipretale della Purificazione della Beata Vergine Maria è la parrocchiale di Tarzo, in provincia di Treviso e diocesi di Vittorio Veneto; fa parte della forania della Vallata.

## Storia
La pieve di Tarzo è matrice delle chiese di Revine, Corbanese, Arfanta e Lago. Si sa che la pieve fu ricostruita nel 1597.
L'attuale parrocchiale venne edificata nel 1742 su progetto del veneziano Domenico Legati.
La facciata fu rifatta nel 1925 e l'edificio venne poi ristrutturato nel 1966.

## Descrizione

### Esterno
La facciata della chiesa, rivolta a nordest, è scandita da quattro semicolonne ioniche, sorreggenti la trabeazione e il frontone dentellato, presenta al centro il portale d'ingresso e un'iscrizione dedicatoria.
La torre campanaria, discosta alcuni metri dalla chiesa, fu eretta nel 1540 e venne rialzata una prima volta nel 1722 ed, una seconda, nel 1883.

### Interno
Opere di pregio custodito nella chiesa di Tarzo sono la pala raffigurante la Presentazione al Tempio di Gesù, dipinta di Cesare Vecellio, sulle pareti del coro due grandi affreschi incompiuti di Giovanni De Min e, sul soffitto, un affresco realizzato di Sebastiano De Boni.